# Андеколово
Анде́колово (бел. Андзе́калава) — деревня в составе Ленинского сельсовета Горецкого района Могилёвской области Республики Беларусь.

## Население
- 1999 год — 7 человек
- 2010 год — 2 человека